# Przewóz
Przewóz è un comune rurale polacco del distretto di Żary, nel voivodato di Lubusz.
Ricopre una superficie di 178,32 km² e nel 2004 contava 3 296 abitanti.